# Aponetius
Aponetius es un género de arañas de tierra del orden Araneae. Fue descrito por Kamura en 2020.

## Especies
- A. flexuosus (Kamura, 1999)
- A. gladius (Kamura, 1999)
- A. ogatai Kamura, 2020
- A. ryukyuensis (Kamura, 1999)
- A. watarii Kamura, 2020